# Cerro del Aguacate
Cerro del Aguacate är en ort i Mexiko.   Den ligger i kommunen Colipa och delstaten Veracruz, i den sydöstra delen av landet, 260 km öster om huvudstaden Mexico City. Cerro del Aguacate ligger 346 meter över havet och antalet invånare är 371.
Terrängen runt Cerro del Aguacate är kuperad, och sluttar norrut. Runt Cerro del Aguacate är det ganska tätbefolkat, med 100 invånare per kvadratkilometer. Närmaste större samhälle är Misantla, 17,6 km väster om Cerro del Aguacate. I omgivningarna runt Cerro del Aguacate växer huvudsakligen savannskog.